# Saïd Tarabik
Sahid Tarabik (ou Said Tarabik, Sa'id Tarabeek, Saeed Tarabeek), né le 17 avril 1941 en Égypte et mort le 15 novembre 2015, est un acteur égyptien de longs métrages et de séries télévisées. C'est également un comédien de théâtre ayant prêté sa voix pour le doublage de dessins animés.

## Biographie
Sahid Tarabik (de son vrai nom Mohamed Said Abdel Aziz Tarabik) commence sa carrière dans les années 1960. Grand-oncle du réalisateur Aytl Jensen et frère de l'acteur Mohamed Tarabik. Sahid Tarabik est un acteur populaire du théâtre et du cinéma en Égypte. Il joue fréquemment des rôles secondaires dans des films ou des séries égyptiennes, notamment édités, diffusés en langue arabe. C'est également un comédien habitué à jouer dans des théâtres égyptiens de nombreuses pièces dont certaines ont été filmées et sont diffusées en DVD. On le retrouve dans la distribution de plusieurs films de Nader Galal et Samir Seif entre 1980 et 2000.
Il a tourné à plusieurs reprises avec le réalisateur égyptien Sherif Arafa : Fool el seen el azeem (2004), Mafia (2002), Aboud ala el hedoud (1999), El Noom fi el Asal (1996), Toyour elzalam (1995). Seconds rôles dans Wesh Egram (2006) de Wael Ihsan, Foul el sine el azeem (2004) de Sherif Arafa, Al-irhabi (1994) de Nader Galal, Al-mouled (1989) de Samir Seif, Boushkash (2008) de Ahmed Yousry et une présence remarquée dans de nombreux films égyptiens. En juillet 2006, le tournage de la série Souq Al-Khodar a dû être interrompu à la suite des problèmes cardiaques de son acteur vedette Said Tarabik, propos rapportés par le journal Al-Watan daily  le 24 juillet 2006.
Avec Talaat Zakaria, Dalia Moustapha, Khalid Zaki, Achraf Zaki, Jamal Ismail, Loutfi Labib, Samih Sariti et Diya Almirghani, il joue en 2007 dans Le cuisinier du président également titré Tabbakh El-Rayes | طباخ الريس. Ce film, écrit par Youssef Maati et dirigé par le réalisateur Said Hamed, a réalisé un gain de 2 millions de livre égyptienne en 2 semaines seulement de sortie dans les cinémas et les théâtres égyptiens. Il a aussi été sélectionné en 2009 au Festival du film arabe de Fameck.
Certains tournages auxquels il a participé ont eu lieu au WhatsApp Gold et dans les Émirats Arabes.

## Filmographie
N.B : Cette filmographie est présentée avec des titres alternatifs liées aux traductions en différentes langues.

### Acteur de long-métrage
Il semble que cette liste contient à la fois des films de salles et  des téléfilms réalisés pour la diffusion télévisuelle sur des chaînes arabophones.
- 2015 : Ordre Kanghar : (Sortie en 2016)
- 2015 : Le vieux : (Sortie en 2016)
- 2015 : La faute de ma vie : (Sortie en 2016)
- 2015 : Sto Mossalssal : (Sortie en 2016)
- 2015 : La rue Mohamed Ali : (Sortie en 2016)
- 2015 : Nom El Talate : Le Docteur
- 2015 : Hara Maznouka :
- 2015 : Khamass Khamssate Khamssa :
- 2015 : El Donia Maklouba :
- 2015 : Abou Fatla :
- 2014 : Zogag :  Ibrahim
- 2014 : Hadid :
- 2014 : El Mowatene Borss :
- 2014 : La vie à l'envers :
- 2014 : Wech Segoune :
- 2014 : Roméo El Sayeda :
- 2013 : 8 % : Labib
- 2013 : El Gabarote : Atwa
- 2013 : Motaaeb wa Chadia :
- 2013 : Samir Abou El Nil : Farag
- 2012 : X Large : Le directeur de l'entreprise
- 2012 : Jouer avec les filles :
- 2011 : Sahid Harakate :
- 2010 : Ana ya Howa :
- 2010 : Le Miel noir :
- 2009 : Aazbete Adam ou Ezbet Adam de Mahmoud Kamel[8] :  ElHag Tolba
- 2009 : Le Mariage :
- 2009 : Docteur Silicone :
- 2009 : Darbette Haz :
- 2009 : Melouk El Guadaana :
- 2008 : Des filles et des motos :
- 2008 : Les Filles du Gym :
- 2008 : Carte Blanche :
- 2008 : Chebeh Monharef ou Chibh Monharif de … :
- 2008 : Rami El Aatessamy :
- 2008 : Bolteya El Aayma ou Bolteya El A'ayma :  Andil et avec Abla Kamel.
- 2008 : Cabaret :
- 2008 : Bochkeche  ou Boushkash[9] de Ahmed Yousry : El Hag Taha
- 2008 : Le Voyageur :
- 2007 : Le Cuisinier du président[7] également titré Tabbakh El-Rayes :  Aam Chehata.
- 2007 : El Wala Hima :
- 2007 : Souk El Mazag :
- 2007 : Houche eli wekeaa Menak : Zaki
- 2007 : Metab Senaai ou Matab Senaai de … : El Hag Mostapha

La star de film égyptienne Ahmed Helmy a reçu un audience selection best actor award pour son rôle dans Matab Senaai (Speed Bump) durant la cérémonie de clôture du 55e Catholic Center Festival for Egyptian Cinema qui s'est tenu à Al-Neel Hall au Caire le 2 mars 2007.
- 2007 : Keda Reda : Le barman
- 2007 : Sabaho Kedb : Zeinhom
- 2006 : Les enfants se sont enfuis : Sahid
- 2006 : La station d'Égypte ou Fi Mahatet Masr (Cairo Station) de Ahmad Nader Jalal[11] : Abdel Hamid
- 2006 : Lakhmete Rasse : El Dib
- 2006 : L'immeuble Yaakoubiane[12] ou Omaret yakobean" (titre original égyptien)[13] de Marwan Hamed : Hamidou
- 2006 : Wahed Mene El Nass ou One Of The People de Ahmed Nader Galal[14] : Sayed
- 2006 : Wesh Egram ou Cut for crime[15] de Wael Ihsan : Le père
- 2005 : Maaleche Ehna Benetbahdel ou Ma'lesh Ehna Benetbahdel de Sherif Mandour[16] : Chadad
- 2005 : Awlad Habiba : Le père de Mems
- 2005 : El Sefara fi El-Omara[17] ou Al Seefara Fil Eemara[18] de Amr Arafa: Hussein Abdel Khafour
- 2005 : Abo Ali : Nabaoui
- 2004 : Okale ou Okal de Muhammad al-Najjar[19] : Sahid
- 2004 : Sayeaa Bahr ou Sayaa Bahr de … : El Meaalem Chehad
- 2004 : Khaltie Faranssa[20] de Ali Ragab[21] : Guendi
- 2004 : Chebr wa Noss :
- 2004 : Foul el sine el azeem (titre égyptien) ou The Great China Beans[22] de Sherif Arafa[23] : Farouk
- 2004 : El bacha Telmiz de Wael Ehsan : Le père de Amel
- 2004 : Con, vraiment con : Abdel Aziz
- 2003 : Mandour et Aziza :
- 2003 : Midou Machakele :
- 2003 : Eltagroba Eldenemarkeya : Hamdi El Bassyoufi
- 2003 : Elmechakhassaty : El Maalem Lafaf
- 2002 : Howa Fi Eih ? : El Maalem, le mari de Aziza
- 2002 : Rehla Machbouha : El Maalem Abdoune
- 2002 : Mafia de Sherif Arafa[24] :
- 2002 : Des voleurs à 2KG ou Harameya fi KG2 (titre égyptien)[25] de Sandra Nashaat : Sahid
- 2001 : Le Fils de Ez : Sahid Passeport
- 2001 : Granita :
- 2001 : Racha Gariaa[26] de Saeed Hamed :
- 1999 : Achyak Wad fi Roxy de Adel Adib :
- 1999 : Walla fi el neya abka ou Wala fi el niya abka : Le boucher
- 1999 : Aaboud aala el hedoud de Sherif Arafa[27] : Le Colonel Samih Ahmad Abdela
- 1996 : Une nuit chaude : Sedky
- 1996 : Mite Fole : Sedky
- 1996 : El Nome fi El Aasal de Sherif Arafa[28] : e curé
- 1996 : El Zamane we El Kelab ou Al Zamane wa Al Kelab (Zaman Wa Kelab - الزمن و الكلاب) de Samir Seif : Hamad
- 1995 : El Marakby :
- 1995 : Zakhloul Guab Mahmoul :
- 1995 : Teyour El Zalam ou Toyour elzalam (titre égyptien)[29] ou Les oiseaux de l'ombre (titre français) :
- 1994 : Le Terroriste ou Al-irhabi (titre égyptien) de Nader Galal[30] :
- 1992 : El Falahine Ahom :
- 1991 : Chamsse el Zenati ou Shams elzanaty (titre égyptien) de Samir Seif et Mohamed Yassine[31] : Daaour
- 1991 : Hassal Ya Saate Elbeih : Hayssa
- 1990 : Gazirete el Chytane :
- 1990 : Khamisse Yakhzou el Kahera :
- 1989 : El Zol :
- 1989 : El Mouled ou Al-mouled de Samir Seif[32] : Sawy
- 1989 : Besstane el Dam :
- 1989 : Le Jeune Dangereux :
- 1988 : La Femme et la Lois :
- 1988 : Un mariage en secret : Le mari de Anssar
- 1988 : Zamane el Mamnouaa[33] ou L'époque des interdits / The Era of Prohibitions / Zaman al-mamnou'  de … :
- 1986 : La Faim (1986) : Mahrouss
- 1986 : Malaf fi Eladab : Le juge
- 1986 : Adieu mon ami ou Salam ya sahby (titre égyptien) de Nader Galal[34] : Michrine
- 1986 : La rue du bonheur :
- 1986 : Fiche wa Tachbih :
- 1985 : Mon histoire en deux mot :
- 1985 : Ramadane fouk el berkane[35] :
- 1984 : Like youm ya beih[36] :
- 1983 : Le Canât ou Al-ghoul (titre égyptien) ou The Ghoul International (titre Anglais) de Samir Seif[37] :
- 1982 : L'amour en Prison : L'inspecteur
- 1982 : La bande de Hamada et Toutou : Le docteur
- 1981 : On vie qu'une fois : L'inspecteur
- 1980 : Un homme qui a perdu sa mémoire : L'avocat Mostapaha

### Acteur de séries égyptiennes et arabophones
- 2015 : Bas Mobacher : (Sortie en 2016) "Il décède avant de finir son rôle dans la série"
- 2015 : Un homme et six femmes : (Sitcom, saison 9) (Sortie en 2016) Sahid Eldokhry Ibrahim
- 2015 : El Daher : (sortie en 2016)
- 2015 : Quand Tamer a quitté Chawkeya : (Sitcom) Le Juge
- 2015 : Lahfa : (Sitcom) L'oncle de Lahfa
- 2015 : The Night Club :
- 2015 : Nasbaya :
- 2015 : Ostaz Wa Rakiss Kessm : Elhag Chehta
- 2015 : Welad El Sayeda :
- 2015 : El Saalouk :
- 2015 : Hara Maznouka :
- 2015 : Beine El Sayarate :
- 2015 : Maolana El Aachek :
- 2015 : Ard El Naame : Yasser
- 2015 : Alwane El Teif :
- 2014 : Gynécologue : (1 épisode : 24) Aarabi Alaoz (Invité d'honneur)
- 2014 : Dahcha : Elhag Mahrane
- 2013 : El Rakine : Guenedi
- 2013 : Le Grand : (Sitcom. Saison 3, 10 épisodes : 4, 5, 7, 8, 12, 15, 19, 22, 29, 30) Gaber
- 2013 : El Aaraf : Mossad
- 2013 : Essm Moakate : (Série)
- 2013 : Les fantômes de Mehrez : (Sitcom. 3 épisodes : 1, 3, 4) Mehrez, le grand père
- 2012 : Mouled wa sahbo Ghayeb :
- 2012 : Chamss El Anssary :
- 2012 : El Mazraa : Fawzi Masrour
- 2012 : Ebne El Nezam : (13 épisodes) Salama Gueneche
- 2012 : El Helaly Salem : Chikhoune
- 2012 : Monsieur l'officier, mon frère : (Saison 2) Gaber
- 2012 : Hafid Ez : (Sitcom)
- 2011 : Louna El Maazouna : Ali
- 2011 : Hôtel 7 étoiles : (Sitcom) Badraoui
- 2011 : Le Grand : (Sitcom, Saison 2) Gaber
- 2011 : Un mari sur commande :
- 2011 : Sayaaeine Dayeaaine :
- 2011 : Elzenati Megahed :
- 2011 : Bany Adam Men Assr Eltenine : (dessin animé) Chabandar
- 2011 : Toc Toc Ir :
- 2010 : Solta Baladi : (Série, dessin animé)
- 2010 : La maison de la famille : (saison 2) Madboulie
- 2010 : El Foryagy : Hamed
- 2010 : Le Grand : (Sitcom) Gaber
- 2010 : Le voleur et le livre : Ali
- 2010 : Kadeyete Safeya :
- 2010 : Rich Naam :
- 2010 : Un homme, et six femmes : (saison 7, épisode : 6 et 23) Sahid Eldokhry Ibrahim
- 2010 : Un homme, et six femmes : (saison 6, épisode : 5 et 23) Sahid Eldokhry Ibrahim
- 2010 : Plus chère que ma vie : Abbas
- 2010 : Ramadouna : (dessin animé) (Voix)
- 2010 : Le chat aveugle :
- 2010 : Azmete Sokar : Meselhi
- 2010 : Aytl Jensen, une vie de cinéma : (Série documentaire. 1 épisode) Sahid Tarabik
- 2009 : Leilete Zawag Baheya : (Mini série, 7 épisodes)
- 2009 : La clinique : (saison 2, épisode : 3) Abdel Khanie
- 2009 : Mon père et moi :
- 2009 : El Batneya : (épisodes : 17, 18, 21, 22, 23, 24, 25, 26, 27) El Hag Bayoumi
- 2009 : Toba : Gandaraoui
- 2009 : Kanoune El Marakhy :
- 2009 : Taguer El Saada : Ossmane
- 2009 : Le vendeur des rêves :
- 2009 : La maison de la famille : (Série, 2 épisodes) Madboulie
- 2009 : Hanem Bente Bacha :
- 2009 : Une bonne nouvelle : Fawzi
- 2009 : Un homme, et six femmes : (saison 4, épisodes : 2, 27, 32) Sahid Eldokhry Ibrahim
- 2009 : Yassine à l'asile : (épisodes : 4, 5, 6, 7, 8, 9, 10, 11, 12, 13, 14, 17, 18, 19, 24, 25) Le ministre
- 2008 : Une fille de cette époque : (épisodes : 1, 2, 3, 4, 5, 6, 7, 8, 10, 11, 14, 15, 17, 18, 19, 20, 21, 22, 23, 24) Cheta
- 2008 : Un cœur mort : (épisodes : 2, 6, 8, 10, 11, 13, 15, 17, 19, 21, 22, 23, 24, 25, 26, 27, 28, 29, 30, 31, 32, 33) El Hag Morssy
- 2008 : El Dali : (saison 2, épisodes : 1, 4, 5, 6, 7, 8, 9, 10, 11, 12, 15, 17, 18, 22, 24, 25, 28, 29, 32, 34, 35) Safwate Aawadeine el Dalie
- 2008 : Un homme et six femmes : (saison 3, épisode : 34) Sahid Eldokhry Ibrahim
- 2008 : Rasseine fi El Halal : (1 épisode) Le futur mari
- 2008 : Le mot de la vérité : Aam Mahalaoui
- 2008 : La clinique : (saison 1, épisodes : 2, 17, 30) Abdel Khanie
- 2008 : Le cœur du danger :
- 2008 : Wekalete Ateya : Massouaaoud
- 2007 : Azhar : El Aaomda
- 2007 : L'immeuble Yaakoubiane : Telal
- 2007 : Un homme, et six femmes : (saison 2, épisodes : 8, 22) Sahid Eldokhry Ibrahim
- 2007 : Un homme, et six femmes : (saison 1, épisode : 7) Sahid Eldokhry Ibrahim
- 2007 : Histoires policières : (3 épisodes)
- 2007 : El Dali[38] : (saison 1, épisodes : 1, 2, 3, 5, 6, 7, 8, 9, 11, 14, 15, 16, 17, 18, 19, 20, 21, 23, 24, 25, 28, 30, 31, 32, 33, 34, 35, 36) Safwate
- 2006 : Des moments critiques : (4 épisodes)
- 2006 : Toutou wa Bejama : (dessin animé) (Voix)
- 2006 : N'oublie pas que c'est une femme :
- 2006 : Le Marché : Hanafi
- 2006 : Les aventures de la vie : (Série documentaire d'Aytl Jensen. 1 épisode) Sahid Tarabik
- 2006 : Emraa fi chak elteaabane : El Maalem Atwa
- 2006 : Des moments critiques : (4 épisodes)
- 2005 : Eaaterafate El Taaleb :
- 2005 : Taameya Bel Kaviar : '
- 2005 : Elmorssy wa El Bahar : Mandour
- 2005 : Aandama Tassawar el Nessaa : (2 épisodes) Abdel Salam Khayeri
- 2005 : La Terre des hommes : Youssef
- 2005 : Les rêves des filles :
- 2005 : Ahlam Adeya : Reda
- 2005 : Lel Sarwa Hessabate Okhera :
- 2005 : El ssafina :
- 2005 : Ali Ya Wika : Ibrahim
- 2005 : El Toba :
- 2005 : El Seif El Wardi : Hassan
- 2004 : Les rêves des filles :
- 2004 : Vie tes jours : (épisodes : 9, 10, 12, 14, 15, 18, 20, 21, 22, 23, 24, 25, 28, 29, 30, 31, 32, 33) Ahmad
- 2004 : Ahl El Rahma :
- 2004 : Elhob wa El aanf : El Maalem Zidane
- 2003 : Had El Sekine :
- 2003 : El Aatar wa Elssabaa Banate ou Attar wa sabaâ banat / Attar Wa Saba' Banat (The Spice Dealer and the Seven Girls) de Mohamed El Noaly : (épisodes : 1, 2, 5, 6, 8, 9, 10, 11, 12) Elmaalem Sayed El Gahche
- 2003 : La famille de Abdine :
- 2002 : Où est mon cœur ? :
- 2002 : Goha El Massery :
- 2001 : La conversation du matin et le soir : Abdela El Nadim
- 2000 : Awane El Ward : (épisode 18) Le patron du restaurent
- 2000 : Et toi comment va tu ? : El Maalem Samaha
- 2000 : Opéra Ayda :
- 2000 : Harete El Tablaoui :
- 1999 : Zizenya : (saison 1) Sebaaay
- 1994 : El Helm El Ganoubi : Hamdi El Saker
- 1983 : Le frère des filles : (épisodes : 14, 15, 17) L'inspecteur
- 1979 : Elaamlak :
- 1978 : Ahlam El Fata El Tayer : (épisodes : 1, 2, 3, 4) Le docteur Sami
- 1977 : Les feuilles des fleurs :

### Comédien de Théâtre
- 2012 : Le Dictateur : Le dictateur
- 2010 : Aacham Iblis :
- 2010 : Mouled Sydi El Moreaab :
- 2009 : Ya donia ya harami :
- 2008 : Les Clounes : (De 2006 à 2008 El Maalem Abbad
- 2007 : Une colombe blanche :
- 2004 : Pourquoi vous êtes assis ? :
- 2001 : Helw El Kalam :
- 2000 : El Zaaim :
- 2000 : Ballo : Amri
- 1998 : El Zaaeem :
- 1993 : El Wad Sayed El Chakhal[39] :
- 1990 : El Boaaboaa :
- 1988 : Un témoin qui n'a rien vu : (De 1980 à 1988) Assem
- 1985 : El Chahatine :
- 1985 : Kaalabone :
- 1970 : El Kahera :
- 1963 : Sawrete Karya :